# Пребиц
Пребиц (њем. Prebitz) општина је у њемачкој савезној држави Баварска. Једно је од 33 општинска средишта округа Бајројт. Према процјени из 2010. у општини је живјело 1.073 становника. Посједује регионалну шифру (AGS) 9472180.

## Географски и демографски подаци
Пребиц се налази у савезној држави Баварска у округу Бајројт. Општина се налази на надморској висини од 419 метара. Површина општине износи 21,0 km². У самом мјесту је, према процјени из 2010. године, живјело 1.073 становника. Просјечна густина становништва износи 51 становника/km².